# Halichoeres signifer
Halichoeres signifer là một loài cá biển thuộc chi Halichoeres trong họ Cá bàng chài. Loài này được mô tả lần đầu tiên vào năm 1994.

## Từ nguyên
Từ định danh signifer được ghép bởi hai âm tiết trong tiếng Latinh: signum ("cờ hiệu") và fero ("mang theo"), hàm ý đề cập đến đốm đen viền xanh lam ở phía trước vây lưng của cá đực xuất hiện trong quá trình chúng thực hiện màn tán tỉnh (khi cá đực vươn cao vây lưng, đốm này rất dễ thấy).

## Phạm vi phân bố và môi trường sống
H. signifer là một loài đặc hữu của Oman. H. signifer sống trên các rạn san hô viền bờ và khu vực có nền đáy cát ở độ sâu khoảng 7–12 m.

## Mô tả
H. signifer có chiều dài cơ thể lớn nhất được ghi nhận là 10 cm. Cá cái có đốm đen trên cuống đuôi.
Số gai ở vây lưng: 9; Số gai ở vây hậu môn: 3; Số gai ở vây bụng: 1; Số tia vây ở vây bụng: 5.

## Sinh thái học
Thức ăn của H. signifer bao gồm các loài thủy sinh không xương sống. Chúng thường sống thành một nhóm nhỏ, gồm một con đực đầu đàn và khoảng 10 con cá cái nhỏ hơn trong hậu cung của nó.